# Døde i 1998
Døde i 1998   er en liste over notable personer, der er afgået ved døden i 1998  . 

## Januar
|  |

- 2. januar – Feodor I. Kozhevnikov, sovjetiske juridisk ekspert. (født 1893).
- 3. januar – Otto af Hessen, tysk arkæolog (født 1937).
- 5. januar – Sonny Bono, Chers tidligere samarbejdspartner og ægtemand (født 1935). – skiulykke
- 7. januar – Richard W. Hamming, amerikansk matematiker (født 1915).
- 9. januar – Kenichi Fukui, japansk kemiker og nobelprismodtager (født 1918).
- 11. januar – Klaus Tennstedt, tysk dirigent (født 1926).
- 16. januar – Alphonse Gangitano, australian kriminel (født 1957).
- 20. januar – Bobo Brasilien, amerikansk professionel wrestler (født 1923).
- 21. januar – Jack Lord, amerikansk skuespiller (født 1920).
- 26. januar – Shinichi Suzuki, opfinder af den internationale Suzuki musikuddannelse (født 1898).
- 27. januar – Luigi Cagni, historiker af religioner og Assyriologist Italiensk (født 1929).

## Februar
| - Halldór Laxness |

- 6. februar – Falco, østrigsk musiker og sanger (født 1957). – bilulykke
- 8. februar – Halldór Laxness, islandsk forfatter og nobelprismodtager (født 1902).
- 17. februar – Ernst Jünger, tysk forfatter (født 1895).
- 20. februar – Laurits Bindsløv, dansk programredaktør og generaldirektør (DR) (født 1916).
- 21. februar – Leo Carpato, dansk musiker og entertainer (født 1933).
- 22. februar – Erik Amdrup, dansk overlæg og krimiforfatter (født 1923).
- 23. februar – André de Laborde de Monpezat, fransk greve (født 1907).

## Marts
| - Lloyd Bridges |

- 10. marts – Lloyd Bridges, amerikansk skuespiller (født 1913).
- 15. marts – Benjamin Spock, amerikansk atlet, børnelæge og forfatter (født 1903).
- 20. marts - George Howard, amerikansk musiker (født 1956).
- 23. marts – Ole Byskov, dansk tegner (født 1925).

## April
| - Pol Pot - Konstantinos Karamanlis |

- 12. april – Jørgen Hæstrup, dansk historiker (født 1909).
- 15. april – Pol Pot, cambodjansk diktator (født 1925).
- 17. april – Linda McCartney, engelsk sangerinde (gift med Paul McCartney) (født 1941).
- 19. april – Octavio Paz, mexicansk diplomat, forfatter og nobelprismodtager (født 1914).
- 21. april – Egill Jacobsen dansk billedkunstner (født 1910).
- 21. april – H.P. Clausen, dansk historiker og politiker (født 1928).
- 23. april – Konstantinos Karamanlis, græsk politiker, premierminister og præsident (født 1907).
- 25. april – Christian Mortensen, dansk-amerikaner, verdens anerkendt ældste mand på 115 år og 252 dage (født 1882).

## Maj
| - Frank Sinatra - Barry Goldwater |

- 1. maj – Per Lindegaard, dansk rigsadvokat (født 1918).
- 1. maj – Eldridge Cleaver, amerikansk politisk aktivist (født 1935).
- 2. maj – Kevin Lloyd, britisk skuespiller (født 1949).
- 2. maj –  Hide, japansk musiker (født 1964).
- 7. maj – Allan M. Cormack, sydafrikansk-amerikansk fysiker og nobelprismodtager (født 1924).
- 7. maj – Eiler Jørgensen, dansk forfatter (født 1913).
- 8. maj – Hans Jørgen Skov, dansk radiodirektør (født 1941).
- 9. maj – Alice Faye, amerikansk entertainer (født 1915).
- 14. maj – Frank Sinatra, amerikansk entertainer (født 1915).
- 19. maj – Sosuke Uno, premierminister Japan (født 1922).
- 23. maj – Ebbe Rode, dansk skuespiller (født 1910).
- 28. maj – Phil Hartman, amerikansk skuespiller (The Simpsons) (født 1948). – myrdet
- 29. maj – Barry Goldwater, amerikansk politiker (født 1909).
- 30. maj – Michio Suzuki, japansk matematiker (født 1926).

## Juni
| - Poul Bundgaard |

- 3. juni – Poul Bundgaard, dansk skuespiller og sanger (født 1922).
- 6. juni – Svend S. Schultz, dansk komponist (født 1913).
- 8. juni – Præsident Sani Abacha i Nigeria (født 1943).
- 12. juni – Theresa Merritt, amerikansk skuespiller (født 1924).
- 18. juni – Birger Jensen, dansk skuespiller (født 1945).
- 23. juni – Erik Mortensen, dansk modeskaber (født 1926).
- 23. juni – Maureen O'Sullivan, irsk skuespiller (født 1911).
- 26. juni – Kaj Andresen, dansk politiker og minister (født 1907).

## Juli
| - Alan B. Shepard |

- 4. juli – Henrik Stangerup, dansk forfatter (født 1937).
- 10. juli – Hugo Øster Bendtsen, dansk skuespiller (født 1948).
- 12. juli – Bo Giertz, svensk biskop og forfatter (født 1905).
- 14. juli – Herman D. Koppel, dansk komponist (født 1908).
- 18. juli – Peer Gregaard, dansk teaterchef (født 1913).
- 21. juli – Alan B. Shepard, amerikansk astronaut (født 1923).
- 30. juli – Ulrich Ravnbøl, dansk revyforfatter (født 1930).

## August
| - Frederick Reines |

- 3. august – Alfred Schnittke, russisk komponist (født 1934).
- 6. august – Tom Hedegaard, dansk filminstruktør (født 1942).
- 6. august – Anna Sophie Seidelin, dansk forfatter og foredragsholder (født 1913).
- 17. august – Raquel Rastenni, dansk sangerinde (født 1915).
- 22. august – Orla Johansen, dansk forfatter og journalist (født 1912).
- 24. august – E.G. Marshall, amerikansk skuespiller (født 1914).
- 26. august – Frederick Reines, amerikansk fysiker og nobelprismodtager (født 1918).
- 27. august – Benny Hansen, dansk skuespiller (født 1944).

## September
| - Ernst-Hugo Järegård - Akira Kurosawa |

- 5. september – Verner Panton, dansk designer (født 1926).
- 6. september – Ernst-Hugo Järegård, svensk skuespiller (født 1928).
- 6. september – Akira Kurosawa, japansk filminstruktør (født 1910).
- 7. september – Christer Glenning, svensk tv-vært og motorjournalist (født 1939) - hjertestop.[1]
- 13. september – Erik Carlsen, dansk generaldirektør (født 1924).
- 13. september – Jørgen Roos, dansk filminstruktør (født 1922).
- 16. september – Poul Clemmensen, dansk skuespiller (født 1922).
- 21. september – Florence Griffith Joyner, amerikansk atlet (født 1959).
- 26. september – Morten Rotne Leffers, dansk skuespiller (født 1968).
- 27. september – Palle Jacobsen, dansk billedhugger (født 1943).

## Oktober
| - Roddy McDowall |

- 3. oktober – Roddy McDowall, engelsk skuespiller (født 1928).
- 8. oktober – Svend Aage Lorentz, dansk filminstruktør (født 1924).
- 12. oktober – Matthew Shepard, Amerikansk mordoffer (født 1976).
- 17. oktober – Joan Hickson, engelsk skuespiller (født 1906).
- 22. oktober – Eric Ambler, engelsk forfatter (født 1909).
- 28. oktober – Ted Hughes, engelsk digter (født 1930).

## November
|  |

- 3. november – Bob Kane, amerikansk tegner (født 1915).
- 8. november – Jean Marais, fransk skuespiller (født 1913).
- 10. november – Mary Millar, britisk skuespiller (født 1936).
- 10. november - Otto Ferdinand Kortsch, dansk lærer og medlem af det tyske mindretals ledelse (født 1906).
- 17. november – Efim Geller, russisk skakspiller (født 1925).
- 19. november – Alan J. Pakula, amerikansk filminstruktør (født 1928).
- 25. november – Nelson Goodman, amerikansk filosof (født 1906).

## December
| - Alan Lloyd Hodgkin |

- 7. december – Martin Rodbell, amerikansk videnskabsmand, modtager af Nobelprisen i fysiologi eller medicin (født 1925).
- 19. december – Michael Linton, svensk historiker (født 1933).
- 20. december – Alan Lloyd Hodgkin, engelsk fysiolog, biofysiker og nobelprismodtager (født 1914).
- 28. december – Bjørn Watt Boolsen, dansk skuespiller (født 1923).
- 30. december – George Webb, engelsk skuespiller (født 1911).